# Dangereuses Visions
Dangereuses Visions, composé et dirigé par Harlan Ellison, est un recueil paru en 1967 de nouvelles de science-fiction regroupant des textes originaux. Ces textes devaient être, du point de vue d'Ellison, « dangereux », chaque auteur étant invité dans une postface à expliquer le « danger » du texte. On y retrouve tous les grands noms de la science-fiction de l'époque.
Pour l’édition française, le recueil a été publié en deux volumes chez J'ai lu en 1975.
Il a été suivi en 1972 par un nouveau recueil composé par Harlan Ellison sous le nom de Again, Dangerous Visions, jamais publié en français.
Il devait être suivi d'un troisième et dernier recueil, The Last Dangerous Visions, qui ne vit jamais le jour.

## Liste des nouvelles du premier volume paru en France
- Préface à l'édition française, de Jacques Sadoul
- Avant-propos I : La Deuxième Révolution, d'Isaac Asimov
  - Situation dans le recueil (éd. J'ai lu) : p. 11 à 19.
- Avant-propos II : Harlan et moi, d'Isaac Asimov
  - Situation dans le recueil (éd. J'ai lu) : p. 21 à 24.
- Introduction : 32 magiciens, d'Harlan Ellison
  - Situation dans le recueil (éd. J'ai lu) : p. 25 à 39.

### Chant du crépuscule
- Titre original : Evensong.
- Auteur : Lester del Rey.
- Situation dans le recueil (éd. J'ai lu) : p. 41 à 45 (introduction d'Harlan Ellison), p. 45 à 51 (nouvelle) et p. 51 (postface de l'auteur).
- Résumé : Le héros du récit trouve refuge sur une planète. Il est poursuivi par les « Usurpateurs », êtres néfastes à l'orgueil inouï et à la volonté de puissance infinie, qui conquièrent peu à peu tous les systèmes stellaires, toutes les planètes de la galaxie. Il est épuisé, il ne sait plus où se cacher. Cette planète, sur laquelle il était déjà venu jadis, sera-t-elle son refuge de sérénité, ou au contraire sa prison ? Finalement, il découvre que les Usurpateurs l'ont poursuivi, même sur cette planète. Un éclaireur Usurpateur s'approche de lui et va le faire prisonnier. L'Usurpateur est un être humain. Ce sont les Humains qui ont conquis la galaxie et qui sont les Usurpateurs. Et lui, il est le Dieu qui avait créé la galaxie, les planètes et les Humains, qui maintenant veulent le mettre hors de nuire, le détruire et prendre sa place.
- Remarque : Dans la postface, l'auteur explique que son récit « n'est pas de la fiction, mais une allégorie ».
- Liens externes :
  - Fiche sur Noosfère
  - Fiche sur iSFdb

### Les Mouches
- Titre original : Flies.
- Auteur : Robert Silverberg.
- Situation dans le recueil (éd. J'ai lu) : p. 52 à 54 (introduction d'Harlan Ellison), p. 55 à 67 (nouvelle) et p. 67 (postface de l'auteur).
- Résumé : Richard Cassiday est un humain qui aurait dû mourir lors de la destruction de son vaisseau spatial mais qui a été sauvé par des « Êtres d'or » qui l'ont soigné et « réarrangé ». Il est renvoyé sur Terre par les Êtres d'or. Mais Cassiday n'est plus l’homme qu'il fut : les Êtres d'or lui ont enlevé sa conscience morale. Il veut se venger des trois femmes qu'il avait précédemment côtoyées…

### Le Lendemain du jour où les Martiens sont arrivés
- Titre original : The Day After the Day the Martians Came.
- Auteur : Frederik Pohl.
- Situation dans le recueil (éd. J'ai lu) : p. 68 et 69 (introduction d'Harlan Ellison), p. 70 à 78 (nouvelle) et p. 79 (postface de l'auteur).
- Résumé : Les premiers explorateurs humains de la planète Mars en ont ramené des animaux martiens, ressemblant à des teckels ayant des nageoires d'otaries. M. Mandala est le gérant d'un motel situé non loin de la base de la NASA sur laquelle les astronautes doivent bientôt poser leur fusée. Des centaines de correspondants de presse et de télévision sont présents. Le motel de M. Mandala est plein. Les clients regardent la télévision et jouent aux cartes en attendant que la fusée se pose avec les spécimens martiens. Des histoires plus ou moins drôles sont racontées par les uns et par les autres. M. Mandala se rend compte qu'il ne s'agit plus d'histoires mettant en scène des Asiatiques, des Juifs, des Écossais, etc., mais des Martiens. Que vont changer ces Martiens dans la psychologie humaine ? Seront-ils acceptés comme étant des êtres intelligents, ou comme des animaux ? Seront-ils considérés favorablement, ou deviendront-ils les boucs-émissaire de nos peurs et de nos ressentiments ?
- Liens externes :
  - Fiche sur Noosfère
  - Fiche 1 sur iSFdb
  - Fiche 2 sur iSFdb

### Les Cavaliers du fiel, ou le Grand Gavage
- Titre original : Riders of the Purple Wage.
- Auteur : Philip José Farmer.
- Situation dans le recueil (éd. J'ai lu) : p. 80 à 83 (introduction d'Harlan Ellison), p. 84 à 175 (nouvelle) et p. 175 à 179 (postface de l'auteur).
- Résumé : Cette nouvelle se situe dans une année 2166 de fiction (un siècle après sa rédaction). Dans un registre de style « science-fiction new wave », elle relate notamment les relations tendres et cordiales de Chib, 8 ans, avec Grand-Papa, lequel est « poursuivi » par l'Administration Fiscale.
- Remarque : nouvelle la plus longue du recueil (une centaine de pages).
- Liens externes :
  - Fiche sur Noosfère
  - Fiche sur iSFdb

### Le Système Malley
- Titre original : The Malley System.
- Auteur : Miriam Allen DeFord.
- Situation dans le recueil (éd. J'ai lu) : p. 180 à 182 (introduction d'Harlan Ellison), p. 183 à 193 (nouvelle) et p. 193 (postface de l'auteur).
- Résumé : Dans une société future dystopique, les délinquants subissent une peine inattendue : on leur fixe des électrodes à la tête et on leur fait revivre leurs crimes des centaines, des milliers de fois. La plupart en deviennent fous.
- Liens externes :
  - Fiche sur Noosfère
  - Fiche sur iSFdb

### Un jouet pour Juliette
- Titre original : A Toy for Juliette.
- Auteur : Robert Bloch.
- Situation dans le recueil (éd. J'ai lu) : p. 194 à 202 (introduction d'Harlan Ellison), p. 203 à 211 (nouvelle) et p. 211 (postface de l'auteur).
- Résumé : Dans un futur lointain et indéfini, les humains ne sont plus que trois mille. La Terre a été irradiée par le nucléaire et empoisonnée par les produits chimiques. Les humains vivent dans des dômes individuels et se divertissent comme ils le peuvent. Juliette et Grand-Père habitent ensemble. Grand-Père est possesseur d'une machine à voyager dans le temps. De temps en temps, il fait des ballades dans le passé, et en ramène des humains. Il les offre comme « jouets » à Juliette. Cette dernière, bien qu'adolescente, adore jouer avec ces spécimens des temps anciens. Elle discute avec eux, fait l'amour avec eux, les tripote, les torture, les met à mort en variant les modes d'exécution, les souffrances et les durées de mise à mort. Il faut dire que son prénom provient de la Juliette du marquis de Sade. Ce jour-là, Grand-Père a décidé un nouveau voyage. Juliette se sent l’âme joueuse : elle va éventrer ou égorger sa victime, selon son instinct, mais elle a décidé qu'elle mourra très vite. Elle reçoit un message de Grand-Père : le cadeau qu'il ramène est un Anglais, la trentaine, issu de la fin du XIXe siècle, médecin, l'air timide. L'homme se matérialise devant Juliette, en plein centre de la chambre de l'adolescente. L'homme est stupéfait, se demande où il est et questionne Juliette. Cette dernière s'est mise nue et pousse l'homme sur le grand lit. Soudain l'homme réagit, s'empare du couteau que Juliette avait prévu pour l'exécution, et plante des coups de couteau dans le ventre d'une Juliette interloquée. Elle ne pouvait pas prévoir que Grand-Père avait envoyé du passé celui qu'on appelait à son époque Jack l'Éventreur…
- Remarque : dans sa nouvelle « Le Rôdeur dans la ville au bord du monde » qui suit la présente nouvelle, Harlan Ellison imagine la suite de la nouvelle de Robert Bloch, faisant de Jack l'Éventreur le personnage central de sa nouvelle.
- Article connexe : Jack l'Éventreur dans la culture.
- Liens externes :
  - Fiche sur Noosfère
  - Fiche sur iSFdb

### Le Rôdeur dans la ville au bord du monde
- Titre original : The Prowler in the City at the Edge of the World.
- Auteur : Harlan Ellison.
- Situation dans le recueil (éd. J'ai lu) : p. 212 à 215 (exceptionnellement il ne s'agit pas d'une introduction d'Harlan Ellison mais de Robert Bloch), p. 216 à 242 (nouvelle) et p. 242 à 246 (postface de l'auteur).
- Remarque : Cette nouvelle de Harlan Ellison propose une suite directe à la nouvelle de Robert Bloch intitulée « Un jouet pour Juliette » (nouvelle précédente de l'anthologie).
- Résumé : Jack l'Éventreur a donc tué Juliette. Il découvre cette ville de Londres située dans un futur lointain. Il est le « Rôdeur » de cette ville étrange. Il découvre ses habitants, leur mentalité égoïste et perverse. Lui-même est un tueur sociopathe et pervers, et il trouve face à lui des êtres qui lui ressemblent. Qui va l'emporter ?
- Liens externes :
  - Fiche sur Noosfère
  - Fiche sur iSFdb

### La Nuit où se produisit la grande fuite du temps
- Titre original : The Night That All Time Broke Out.
- Auteur : Brian Aldiss.
- Situation dans le recueil (éd. J'ai lu) : p. 247 à 249 (introduction d'Harlan Ellison), p. 250 à 263 (nouvelle) et p. 264 (postface de l'auteur).
- Résumé : Dans un futur indéterminé, on a découvert dans la croûte terrestre, à l'instar des poches de gaz ou de pétrole, des « poches de temps ». On a découvert le moyen de les drainer vers la surface et de les canaliser. Ce « temps » est ensuite concentré, traité, raffiné, concentré, puis distribué aux consommateurs (au demeurant il est vendu très cher). On s'en sert pour tout : la cuisine, le sommeil, les transports, les soins médicaux, etc. La plupart du temps, le consommateur qui en use régresse dans le temps et revit une partie de la vie d'un de ses ancêtres. Un jour, une catastrophe survient : l'usine de temps explose, expulsant dans les airs, dans un geyser temporel, d'immenses vapeurs de temps. Des pompiers du temps sont requis pour colmater la fuite temporelle avant que l’ensemble de la région ne régresse de plusieurs décennies ou plusieurs siècles dans le passé ou le futur.
- Liens externes :
  - Fiche sur Noosfère
  - Fiche sur iSFdb

### L'Homme qui alla dans la lune… deux fois
- Titre original : The Man Who Went to the Moon - Twice.
- Auteur : Howard Rodman[1] (1920-1985), père de Howard A. Rodman.
- Situation dans le recueil (éd. J'ai lu) : p. 265 à 269 (introduction d'Harlan Ellison), p. 270 à 278 (nouvelle) et p. 278 à 280 (postface de l'auteur).
- Résumé : À l'âge de neuf ans, le jeune Marshall Kiss prétend s'être rendu sur la Lune à bord d'un ballon dirigeable. Tout le monde est étonné, lui pose des questions ; il devient brièvement une gloire locale. Les années passent : adolescence, jeune adulte, travail, mariage, enfants, petits-enfants, retraite, mort de l'épouse. Un jour, il prétend qu'il s'est de nouveau rendu sur la Lune. Tout le monde s'en moque, personne ne l'écoute, il passe pour ridicule. En l’espace de 70 ans, le rêve a disparu, les choses se sont banalisées.
- Liens externes :
  - Fiche sur Noosfère
  - Fiche sur iSFdb

### La Foi de nos pères
- Titre original : Faith of Our Fathers.
- Auteur : Philip K. Dick.
- Situation dans le recueil (éd. J'ai lu) : p. 281 à 283 (introduction d'Harlan Ellison), p. 284 à 326 (nouvelle) et p. 326-327 (postface de l'auteur).
- Résumé : Dans un monde dystopique et totalitaire, un fonctionnaire vietnamien est partagé entre la révolte contre le système oppressif et la possibilité de monter en grade. Les choses se précisent quand il rencontre le Grand Leader, dont la révélation de la personnalité va avoir des conséquences très importantes.

### L'Homme puzzle
- Titre original : The Jigsaw Man.
- Auteur : Larry Niven.
- Situation dans le recueil (éd. J'ai lu) : p. 328 à 330 (introduction d'Harlan Ellison), p. 331 à 345 (nouvelle) et p. 346-347 (postface de l'auteur).
- Résumé : 
  - Dans un futur indéterminé, la transplantation d'organes est devenu très courante. À l'exception du cerveau, on est capable de réutiliser tous les organes du corps : cœur, poumon, foie, intestin, vésicule, mais aussi sang, lymphe, peau, os, moelle, etc. Les gens souhaitent vivre le plus longtemps possible et le remplacement des organes « usés » par des organes plus récents et plus jeunes est très banal. Face à cette « demande », on a augmenté « l'offre » en prévoyant que, légalement et automatiquement, tous les condamnés à mort auront leurs organes prélevés. Comme des puzzles (d'où le titre de la nouvelle), leurs corps sont dépecés pour que les divers organes soient réattribués à d'autres personnes. Des gangs se sont créés, qui enlèvent des quidams dans la rue, les tuent et vendent leurs organes aux plus offrants.
  - La nouvelle met en scène Warren Lew Knowles qui, condamné à la peine de mort, se retrouve placé dans une maison centrale où il attend la mise en œuvre de la peine capitale. À la suite de certains événements, il s'échappe de la prison, mais il est fatalement repris par les forces de l'ordre. Il réintègre la prison, où on lui confirme sa peine. Il sera exécuté pour les infractions suivantes (cf. dernier paragraphe de la nouvelle) : « (…) Il est prouvé que l'accusé, Warren Lew Knowles a, en l'espace de deux ans à peine, brûlé délibérément un total de six feux rouges. Durant la même période, ledit Warren Knowles s'est rendu coupable d'excès de vitesse à dix reprises, pas moins, une fois même dépassant la vitesse autorisée de trente kilomètres par heure. Son casier judiciaire est édifiant. (…) ».
- Liens externes :
  - Fiche sur Noosfère
  - Fiche sur iSFdb
  - (en) Algis Budrys, commentaire page 160, colonne de gauche
- Publications :
  - en Allemagne :
    - sous le titre Kurzer Prozeß (1970) ;
    - sous le titre Der total verpflanzte Mensch (1973) ;

  - aux Pays-Bas sous le titre Legpuzzelman (1977) ;
  - en Roumanie sous le titre Omul puzzle (2013).

### En poussant les osselets
- Titre original : Gonna Roll the Bones.
- Auteur : Fritz Leiber.
- Situation dans le recueil (éd. J'ai lu) : p. 348 à 350 (introduction d'Harlan Ellison), p. 350 à 378 (nouvelle) et p. 379-380 (postface de l'auteur).
- Résumé : Joe Slattermill est mineur. Un soir, pour échapper à sa Mère et à sa Femme qui l'étouffent, il se rend au casino pour y jouer au craps. Il joue au jeu avec des dés dont il maîtrise les mouvements dans l'air, misant des sommes de plus en plus importantes. Il se retrouve avec un joli magot. Mais voilà qu'un autre joueur se met à gagner de grosses sommes puis de très grosses sommes : lui-aussi semble maîtriser les dés à la perfection. Finalement ils ne sont plus que deux à la table. Lors d'un coup stratégique, Joe perd tout. Il découvre alors, en sortant du casino, que tout cela n'était qu'une immense mystification et une immense manipulation organisées par sa Mère et sa Femme.
- Liens externes :
  - Fiche sur Noosfère
  - Fiche sur iSFdb

## Liste des nouvelles du second volume paru en France

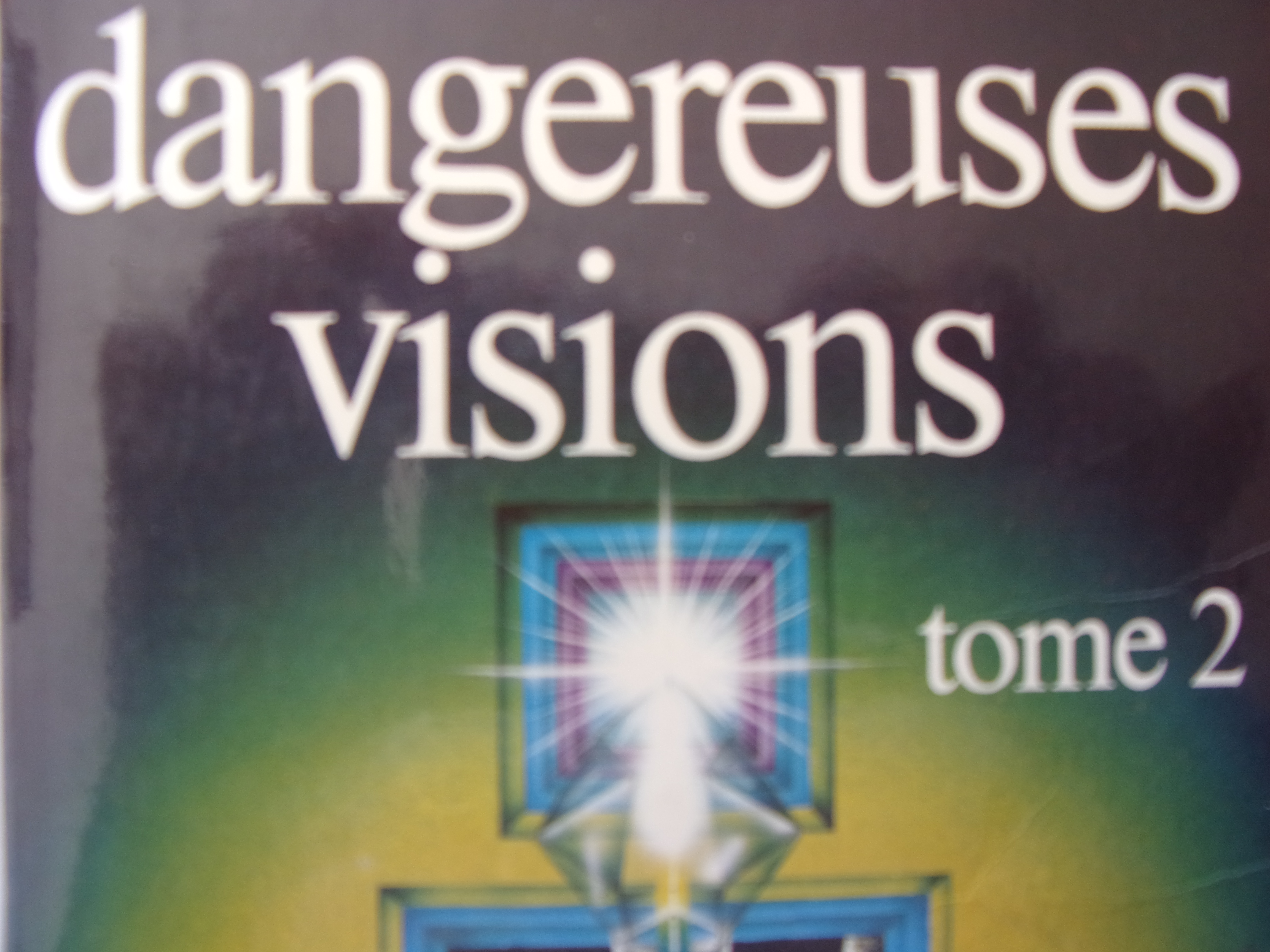
Vue partielle du recueil Dangereuses Visions (tome 2) publié en français en 1975.

### Seigneur Randy, mon fils
- Titre original : Lord Randy, My Son.
- Auteur : Joe L. Hensley.
- Situation dans le recueil (éd. J'ai lu) : p. 5 à 10 (introduction d'Harlan Ellison), p. 10 à 24 (nouvelle) et p. 24-25 (postface de l'auteur).
- Résumé : Un homme évoque ses relations avec son fils prénommé Randy.
- Liens externes :
  - Fiche sur Noosfère
  - Fiche sur iSFdb

### Eutopia
- Titre original : Eutopia.
- Auteur : Poul Anderson.
- Situation dans le recueil (éd. J'ai lu) : p. 26 à 28 (introduction d'Harlan Ellison), p. 29 à 52 (nouvelle) et p. 52-53 (postface de l'auteur).
- Résumé : 
  - Le personnage principal est Jason Philippou. Venant d'Eutopia, un univers parallèle, il explore d'autres univers parallèle. Justement, dans l'univers dans lequel il vient d'apparaître, l'Europe occidentale a été conquise du Ve au Xe siècle par les Vikings au nord, par les Huns à l'est et par les Arabes au sud. Au fil des siècles, les Arabes ont été refoulés d'Europe, laissant les Vikings et les Huns maîtres du continent européen. Au XVe siècle, ils ont conquis l'Amérique du nord, la divisant en principautés indépendantes. Ils ont développé une technologie avancée et ont colonisé les planètes du système solaire.
  - Le récit évoque les aventures de Jason. Poursuivi par des Vikings, il trouve refuge dans un État Hun. Une Indienne tente de le séduire mais il refuse ses avances, expliquant qu'il est marié avec son grand amour, Niki. Le roi magyar qui a accepté de l'héberger a appris entre-temps les raisons pour lesquelles il était poursuivi. Furieux d'avoir été berné par Jason, il lui explique qu'il va tenir sa promesse de l'évacuer de cet État, mais rapidement et sans éclat. Expulsé, Jason retourne à l'endroit d'où il peut joindre la porte spatio-temporelle. Il retourne dans sa propre époque, où une Grèce antique est parvenue à dominer la Terre. Discutant avec son chef d'équipe Daimonax, il se plaint du degré de barbarie de ces peuples dont il vient de faire connaissance. Daimonax n'est pas d'accord : chaque peuple a sa part de vérité et a ses bons côtés. Qu'est-ce que signifie être civilisé ? Ces peuples Vinkings et Huns ont leur spécificité et sont remarquables. À la fin de la nouvelle, on apprend que Jason avait séduit et couché avec un adolescent, le fils de son hôte Viking, d'où la fureur de celui-ci. Or les cultures scandinaves et magyares répriment l'homosexualité. Dans la dernière phrase du roman, on apprend que Niki, l'époux de Jason, est un homme.
- Liens externes :
  - Fiche sur Noosfère
  - Fiche sur iSFdb
  - (en) Algis Budrys, commentaire page 161

### Incident à Moderan
- Titre original : Incident in Moderan.
- Auteur : David R. Bunch (en).
- Situation dans le recueil (éd. J'ai lu) : p. 54 à 56 (introduction d'Harlan Ellison), p. 56 à 62 (nouvelle) et p. 66 à 68 (postface de l'auteur). Cette nouvelle est en lien avec la nouvelle suivante : « La Fuite ».
- Résumé : Sur la planète Moderan se déroule une guerre terrible entre deux armées de robots. Les humains, ces pauvres êtres de chair, ne sont fétus de paille face aux combattants qui déchaînent la mort et la destruction autour d'eux. Un jour de trêve, un père et une mère enterrent leur fils. Le père rencontre un soldat-robot de l'une des armées et le remercie d'avoir fait une trêve pour leur permettre d'inhumer leur proche. Mais le robot le détrompe : la trêve n'a été organisée que pour permettre l'acheminement de nouvelles armes et de nouvelles munitions. D'ailleurs la trêve va cesser et l'humain ferait bien de quitter les lieux. Mais l'humain reste là, prostré. Il est désintégré par un missile du camp adverse. Le soldate-robot rentre dans son bunker et oubli cette rencontre.
- Liens externes :
  - Fiche sur Noosfère
  - Fiche sur iSFdb

### La Fuite
- Titre original : The Escaping.
- Auteur : David R. Bunch (en).
- Situation dans le recueil (éd. J'ai lu) : p. 54 à 56 (introduction d'Harlan Ellison), p. 62 à 66 (nouvelle) et p. 66 à 68 (postface de l'auteur). Cette nouvelle est en lien avec la nouvelle précédente : « Incident à Moderan ».
- Résumé : Nouvelle de type « science-fiction new wave ». Dans un monde bizarre (peut-être situé sur la planète Moderan - cf. la précédente nouvelle), un personnage non identifié (peut-être un robot) qui est le narrateur se livre à des activités et à des réflexions mystérieuses.
- Liens externes :
  - Fiche sur Noosfère
  - Fiche sur iSFdb

### La Maison de poupée
- Titre original : The Doll-House.
- Auteur : James Cross (pseudonyme de Hugh-Jones Parry).
- Situation dans le recueil (éd. J'ai lu) : p. 69 à 73 (introduction d'Harlan Ellison), p. 73 à 93 (nouvelle) et p. 94-95 (postface de l'auteur).
- Résumé : 
  - Sa paie mensuelle ne suffisant pas à couvrir le loyer de la maison et les crédits à la consommation souscrits, et face à une épouse qui dépense sans compter, Jim Eliot est aux abois. Être chef-comptable dans une banque ne fait pas de vous quelqu'un de riche. Comment faire pour ne pas tomber dans le surendettement ? Il se résout à solliciter un « emprunt » auprès du père de son épouse. Ce dernier réplique qu'il vit de sa retraite et qu'il ne peut pas aider le couple. Toutefois, lui confie le beau-père, il dispose de quelque chose qui pourrait sortir Jim de l'embarras. Il est possesseur d'un lutin qui prédit l’avenir. Cette « femme-oracle », léguée de père en fils dans la famille, vit dans une maison de poupée. En effet cette Sibylle prédit l'avenir et ne mesure que quelques centimètres de hauteur. Pour la nourrir, il faut lui donner chaque jour du lait mélangé à du miel. D'abord stupéfait, puis méfiant, Jim finit par accepter le cadeau de son beau-père, lequel lui révèle qu'il sait, grâce à cette Oracle, qui ne lui reste que quelques jours à vivre. Effectivement, le beau-père meurt dans la semaine qui suit.
  - Jim teste le lutin-oracle. Celle-ci ne s'exprime qu'en latin ou en grec ancien ! Il lui pose des questions et constate qu'elle prédit effectivement l'avenir, quoique de façon obscure. Pour éviter la banqueroute des finances conjugales, il décide d'un grand coup. Étant chef-comptable dans une banque, il soustrait une forte somme d'argent d'un compte. Fort des indications données par l'Oracle, il va jouer aux courses. La première course lui permet de tripler sa mise. La deuxième course lui permet de doubler encore cette somme. S'agissant de la troisième course qui devrait le rendre riche, il mise tout sur le cheval indiqué par l'Oracle. Or si celle-ci avait donné les noms des trois chevaux les plus rapides, elle n'avait pas spécifié qu'ils gagneraient les courses, et que par exemple un cheval serait disqualifié pour cause de dopage. Le cheval sur lequel Jim Eliot a misé était bien le plus rapide, mais c'est le deuxième arrivé qui est déclaré vainqueur. Jim découvre alors qu'il a tout perdu.
  - Retournant effondré à la maison, il veut avoir une explication avec l'Oracle et la punir sévèrement. Mais la Sibylle ne se trouve plus dans la maison de poupée. S'est-elle enfuie ? Pour aller où ? Le chat est à côté et se pourlèche les babines : se pourrait-il que le chat ait dévoré l'Oracle ? Jim est désemparé et abattu. Sur ce, l'épouse de Jim arrive à son tour à la maison. Elle découvre son mari hagard, près de la maison de poupée. Il ne répond à aucune question. Elle appelle l'hôpital et une ambulance arrive. On emmène Jim à l’hôpital psychiatrique. Le dernier paragraphe de la nouvelle évoque l'hypothèse qu'il n'y a jamais eu d'Oracle dans la maison de poupée, et qu'il s'agissait d'une puissante suggestion du beau-père de Jim qui lui avait fait croire à l’existence, assez improbable, d'un tel lutin qui n'a jamais existé. Dans cette hypothèse, Jim a gagné les deux premières courses de chevaux par hasard, et a perdu « normalement » à la troisième.
- Liens externes :
  - Fiche sur Noosfère
  - Fiche sur iSFdb

### Le Sexe et/ou M. Morrison
- Titre original : Sex and/or Mr. Morrison.
- Auteur : Carol Emshwiller.
- Situation dans le recueil (éd. J'ai lu) : p. 96 à 99 (introduction d'Harlan Ellison), p. 100 à 109 (nouvelle) et p. 109-110 (postface de l'auteur).
- Résumé : Une femme ayant la soixantaine est attirée par son voisin (ou son locataire ?), M. Morrison. Qui est-il ? Est-il ce qu'il prétend être ? A-t-il des secrets à cacher ? L'espionnant à travers des ouvertures pratiquées à travers les cloisons de l'appartement, elle ne cesse de fantasmer à son égard.
- Liens externes :
  - Fiche sur Noosfère
  - Fiche sur iSFdb

- - (en) Algis Budrys, commentaire page 161, colonne de droite

### La poussière chantera-t-elle tes louanges?
- Titre original : Shall the Dust Praise Thee ?.
- Auteur : Damon Knight.
- Situation dans le recueil (éd. J'ai lu) : p. 111 à 114 (introduction d'Harlan Ellison), p. 114 à 118 (nouvelle) et p.118 (postface de l'auteur).
- Résumé : Dans cette micronouvelle de quatre pages, la Fin des temps est arrivée sur Terre. Dieu et son aréopage d'anges et archanges arrive sur la planète pour procéder au Jugement dernier. Mais la Terre est ravagée, les océans ont disparu, les humains sont tous morts. Dieu procède à l'appel des âmes mais aucune n'apparaît. Étrange, n'est-ce pas ? Il apprend par un archange qu'une guerre nucléaire a dévasté la planète. Dans le dernier paragraphe de la nouvelle, Dieu découvre une inscription qui lui est directement adressée, creusée dans la roche : « Nous étions ici. Où étais-tu ? ».
- Remarques :
  - L'intitulé de la nouvelle fait référence au verset 10 du Psaume 30 (29) de l'Ancien testament (« La poussière a-t-elle pour toi des louanges ? »).
  - La dernière phrase de la nouvelle telle que traduite en français (« Nous étions ici. Où étais-tu ? ») est ainsi rédigée en anglais, dans une structure de chiasme : « We were here. Where were You ? » (avec seulement sept lettres utilisées : w, e, r, h, y, o, u).
  - la nouvelle est aussi parue dans l'anthologie Autres dieux, autres mondes (1971).
- Liens externes :
  - Fiche sur Noosfère
  - Fiche sur iSFdb

### Si tous les hommes étaient frères, me permettrais-tu d'épouser ta sœur?
- Titre original : If All Men Were Brothers, Would You Let One Marry Your Sister ?.
- Auteur : Theodore Sturgeon.
- Situation dans le recueil (éd. J'ai lu) : p. 119 à 122 (introduction d'Harlan Ellison), p. 122 à 174 (nouvelle) et p. 174 à 178 (postface de l'auteur).
- Distinction : la nouvelle a été proposée au prix Nebula 1968, section « Meilleure nouvelle longue » (classée 3e).
- Résumé : La nouvelle évoque l'interdiction de l'inceste. L'auteur imagine une planète sur laquelle l'inceste intrafamilial est non seulement autorisé, mais au surplus valorisé.

### Qu'est-il arrivé à Auguste Clarot?
- Titre original : What Happened to Auguste Clarot ?.
- Auteur : Larry Eisenberg (en).
- Situation dans le recueil (éd. J'ai lu) : p. 179-180 (introduction d'Harlan Ellison), p. 180 à 186 (nouvelle) et p. 186 (postface de l'auteur).
- Résumé : Le prix Nobel de chimie Auguste Clarot a disparu à Paris depuis plusieurs années. Le narrateur part à sa recherche et finit par le retrouver. L'homme a inventé une hormone spéciale qui rend fous les chiens et qui les pousse à mordre ceux qui se sont enduits de cette hormone. Clarot profite de ce produit chimique de façon à s'asperger et à se faire mordre par des petits chiens, dont les maîtres s'empressent de le rémunérer pour éviter un procès. Il a gagné beaucoup d'argent avec ces manœuvres frauduleuses. Mais le narrateur s'empare d'un flacon que tient Clarot à la main et fait dévorer Clarot par ses propres molosses. Le narrateur s'approprie l'invention de Clarot et épouse sa veuve.
- Liens externes : 
  - Fiche sur Noosfère
  - Fiche sur iSFdb

### Ersatz
- Titre original : Ersatz.
- Auteur : Henry Slesar.
- Situation dans le recueil (éd. J'ai lu) : p. 187 à 192 (introduction d'Harlan Ellison), p. 192 à 195 (nouvelle) et p.196 (postface de l'auteur).
- Résumé : Cette micronouvelle de quatre pages évoque une guerre atomique au cours de laquelle le sort des soldats et des civils est dramatique. Profitant d'une permission de quelques jours, Tod est hébergé par un vieillard. À manger : des ersatz de pain et de viande. À boire : un ersatz de bière. Une jeune femme lui a servi à manger et à boire. Elle est jeune, blonde et attirante. Elle se laisse courtiser. Tod l'emmène dans la chambre pour avoir des relations sexuelles avec elle. Elle se déshabille : elle enlève sa perruque blonde, ses fausses dents, ses faux seins. Elle-aussi est un ersatz.
- Liens externes :
  - Fiche sur Noosfère
  - Fiche sur iSFdb

### Go, go, go, dit l'oiseau
- Titre original : Go, Go, Go, Said the Bird.
- Auteur : Sonya Dorman.
- Situation dans le recueil (éd. J'ai lu) : p. 197 à 199 (introduction d'Harlan Ellison), p. 199 à 206 (nouvelle) et p. 206 (postface de l'auteur).
- Résumé : Dans une Terre de l'âge de pierre, ou de l'âge post-atomique après une guerre atomique, les humains vivent dans des tribus repliées sur elles-mêmes. La nourriture est rare. Le récit évoque quatre époques de la vie d'une jeune femme, âgée de trente ans, qui est poursuivie et s'enfuit pour rester en vie. Ces quatre époques sont aussi celles de quatre saisons. L'auteur y évoque la vie rude et austère de l'héroïne et des membres de la tribu. La fin de la nouvelle se termine par la mise à mort de la femme, tuée par les membres de sa tribu (dont sa propre fille), qui la dépècent et mangent ses restes. Les enfants de sa fille se disputent les doigts de sa main pour savoir qui va les manger.
- Liens externes :
  - Fiche sur Noosfère
  - Fiche sur iSFdb

### La Race heureuse
- Titre original : The Happy Breed.
- Auteur : John T. Sladek.
- Situation dans le recueil (éd. J'ai lu) : p. 207 à 209 (introduction d'Harlan Ellison), p. 209 à 231 (nouvelle) et p. 231 à 233 (postface de l'auteur).
- Résumé : La civilisation mondiale a évolué de telle façon que le pouvoir a été attribué aux Machines, qui veillent sur tout : la production et la répartition des richesses, la santé, l'éducation, etc. Tout est fabriqué par les Machines, qui maîtrisent les banques, les transports et les médias. Les humains deviennent décadents, avachis, sans volonté. Quand un groupe d'humains envisage de se rebeller, ils sont drogués de manière à perdre toute volonté de rébellion et retombent en enfance. La dystopie est complète : il n'y a aucune échappatoire pour l'espèce humaine, totalement soumise (mais pour son propre bien, estiment les Machines).
- Liens externes :
  - Fiche sur Noosfère
  - Fiche sur iSFdb

### Rencontre avec un plouc
- Titre original : Encounter with a Hick.
- Auteur : Jonathan Brand.
- Situation dans le recueil (éd. J'ai lu) : p. 234 à 236 (introduction d'Harlan Ellison), p. 236 à 241 (nouvelle) et p. 241 (postface de l'auteur).
- Résumé : Un jeune homme explique à un agent de police pourquoi un vieil homme (un « plouc ») avec lequel il avait discuté peu de temps auparavant vient de mourir. Cet homme, apparemment, venait d'une planète que son père, un créateur de planètes, avait construite. Possesseur de 200 galaxies, il avait créé des milliers de planètes habitables. Le plouc ne voulait pas le croire. Il était mort. Le jeune homme ne sait pas pourquoi.
- Liens externes :
  - Fiche sur Noosfère
  - Fiche sur iSFdb

### Manuel officiel pour l'éducation des enfants
- Titre original : From the Government Printing Office.
- Auteur : Kris Ottman Neville (en).
- Situation dans le recueil (éd. J'ai lu) : p. 242 à 244 (introduction d'Harlan Ellison), p. 244 à 252 (nouvelle) et p. 252 (postface de l'auteur).
- Résumé : Dans cette société dystopique, l'éducation des enfants consiste à les frapper de terreur, avec l'objectif d'en faire des individus créatifs à l'âge adulte. Le narrateur est un enfant de trois ans et demi qui n’a qu'un souhait : avoir vite quatre ans et grandir.
- Liens externes :
  - Fiche sur Noosfère
  - Fiche sur iSFdb

### La Terre des grands chevaux
- Titre original : Land of the Great Horses.
- Auteur : R. A. Lafferty.
- Situation dans le recueil (éd. J'ai lu) : p. 253 à 256 (introduction d'Harlan Ellison), p. 257 à 266 (nouvelle) et p. 266-267 (postface de l'auteur).
- Résumé : 
  - Il y a des siècles, ou des millénaires, des extraterrestres sont venus sur Terre et y ont prélevé, aux fins d'études, une bande de terre de 200 km de long sur 100 km de large. Les humains de cette portion de terre en ont été chassés, et les extraterrestres leur ont fait oublier la quasi-totalité de leurs souvenirs. Ces humains se sont répandus en Europe et en Asie ; on les appelle Romanichels, Romanis, Roms, Manouches, Gitans, etc. Aujourd'hui les extraterrestres reviennent et remettent en place la portion de terre qu'il avait prélevée. Tous les Romanichels du monde se dirigent vers cette terre, leur terre, qu'ils vont de nouveau habiter.
  - Mais les extraterrestres vont prélever une nouvelle bande de terre, de taille similaire, située dans ce que l'on appelle le comté de Los Angeles. Dans deux siècles, voici comment on évoquera les humains qui ont été chassés de cette terre californienne et à qui les extraterrestres ont oblitéré la mémoire : « ANGELINOS - Groupe ethnique mélangé d'origine inconnue, très porté sur les déplacements au hasard en automobile. On a prédit qu'ils seraient les derniers utilisateurs de ce véhicule et plusieurs modèles archaïques surchargés de chromes sont encore produits aujourd'hui pour leur consommation. (…) La religion des Angelenos est un mélange d'anciens cultes avec un élément eschatologique très prononcé. Le Motif du Paradis est représenté par une allusion à un certain « Sunset Boulevard » mystique. La langue des Angelenos est un argot pittoresque et plein de verve. (…) ».
- Liens externes :
  - Fiche sur Noosfère
  - Fiche sur iSFdb

### La Reconnaissance
- Titre original : The Recognition.
- Auteur : J. G. Ballard.
- Situation dans le recueil (éd. J'ai lu) : p. 268 à 270 (introduction d'Harlan Ellison), p. 271 à 282 (nouvelle) et p. 283-284 (postface de l'auteur).
- Résumé : Un petit cirque arrive dans la ville. Il a reçu l’autorisation de stationner dans un terrain vague, non loin de la fête foraine. Le narrateur évoque sa rencontre avec deux membres du cirque, une jeune femme et un nain. Il se produit des événements étranges : les cages des animaux semblent ne contenir aucun animal. Mais qui sont les animaux, et qui sont les spectateurs ?
- Liens externes :
  - Fiche sur Noosfère
  - Fiche sur iSFdb

### Judas
- Titre original : Judas.
- Auteur : John Brunner.
- Situation dans le recueil (éd. J'ai lu) : p. 285 à 288 (introduction d'Harlan Ellison), p. 289 à 298 (nouvelle) et p. 298 (postface de l'auteur).
- Résumé : Karimov se rend dans l'Église du nouveau dieu. Il n'a pas la foi. Il rencontre un prêtre et demande à rencontrer le dieu. Le prêtre accède à sa requête et le met en présence de dieu. Karimov discute avec lui et lui explique qu'il sait tout : ce soi-disant « dieu » est un robot créé par des ingénieurs humains vingt ans auparavant, et lui-même avait pris part à la construction. Depuis, le robot s'est fait une place dans le monde, édifiant sa propre Église et prétendant être un dieu éternel et tout-puissant. Karimov sort une télécommande permettant de détruire le dieu depuis l'intérieur ; il appuie sur le bouton. Mais la charge énergétique provenant de l'intérieur du robot ne fait pas exploser le dieu d'acier et lui ouvre seulement un côté du flanc droit. Il faudra trois jours pour le réparer. Karimov se rend compte que l'histoire sainte se répète : comme Jésus sur la Croix blessé par le soldat romain au flanc droit, le robot a été blessé, et comme Jésus, il ressuscitera trois jours plus tard. Et lui, Karimov, n'a pas agi différemment de Judas Iscariote (d'où le titre de la nouvelle).
- Liens externes :
  - Fiche sur Noosfère
  - Fiche sur iSFdb

### Dernier test: destruction
- Titre original : Test to Destruction.
- Auteur : Keith Laumer.
- Situation dans le recueil (éd. J'ai lu) : p. 299 à 302 (introduction d'Harlan Ellison), p. 302 à 333 (nouvelle) et p. 334 (postface de l'auteur).
- Résumé : La nouvelle est composée de 26 sections numérotées de 1 à 26. La nouvelle évoque deux séries d'événements qui s'interpénètrent. D'une part, Johnny Mallory est un homme politique qui combat la tentative de Fey Kolso de faire un coup d'État. Kolso traque Mallory avec ses sbires et la Police politique, et finit par le faire arrêter. Il le place en détention forcée dans une maison et s'apprête à le faire torturer par l'implant d'une sonde psychique. D'autre part, un vaisseau spatial alien, dirigé par une intelligence artificielle extraterrestre, s'apprête à analyser les pensées d'humains réceptifs pour déterminer si, ultérieurement, l'espèce extraterrestre pourra venir s'installer dans le système solaire. Les deux événements se croisent lorsque Mallory subit la tentative de Kolso de s'emparer par la sonde psychique de ses connaissances relatives à ses réseaux, et la tentative de l'IA de trouver un esprit à analyser. L'esprit de Mallory est intercepté par l'IA. Le choc entre la sonde psychique de Kolso et celle de l'IA extraterrestre fait que, alternativement, le psychisme de Mallory se renforce face à Kolso grâce à l'IA, et se renforce concomitamment face à l'IA grâce à la sonde psychique de Kolso. Les deux sondes psychiques en concurrence, qui se rejoignent dans l'esprit de Mallory, augmentent la force et la puissance de leurs émissions. L'esprit de Mallory l'emporte sur l'IA et finit par maîtriser puis remplacer l'IA, avant dans un second temps, grâce à l'action du vaisseau spatial dont Mallory est devenu maître, de mettre hors d'état de nuire Kolso. Le dernier chapitre se déroule trois mois après cette bataille psychique de haute intensité : Mallory est devenu Président de la République planétaire. Sa compagne Monica lui reproche de s'appuyer ostensiblement sur les pouvoirs psychiques du vaisseau et lui demande de « redevenir humain ». Les bonnes intentions initiales de Mallory se lézardent et la soif du pouvoir le prend : il demande à sa police secrète de fouiller l’appartement de Monica pour vérifier si elle est en mesure de devenir un ennemi politique.
- Liens externes :
  - Fiche sur Noosfère
  - Fiche sur iSFdb

### Carcinoma Angels
- Titre original : Carcinoma Angels.
- Auteur : Norman Spinrad.
- Traduction : France-Marie Watkins.
- Situation dans le recueil (éd. J'ai lu) : p. 335 à 339 (introduction d'Harlan Ellison), p. 339 à 350 (nouvelle) et p. 351-352 (postface de l'auteur).
- Publications :
  - 1967 dans Dangerous Visions.
  - en langue allemande :
    - sous le titre Die letzte Grenze (1970) ;
    - sous le titre Karzinom Angels (1983) ;

  - en langue serbe sous le titre Anđeli karcinoma (1986) ;
  - en langue roumaine sous le titre Îngerii Carcinom (2013).
- Remarques : 
  - cette nouvelle évoque en langue anglaise le cancer (maladie) et les Hell's Angels ;
  - la nouvelle fut également publiée dans l'anthologie Le Livre d'or de la science-fiction : Norman Spinrad (1978) sous le titre Les Anges du cancer.
- Résumé : Harrison Wintergreen, issu d'une famille modeste, a le don des affaires. À 20 ans il est devenu millionnaire ; à 40 ans il est devenu milliardaire. Tout va bien pour lui : l'argent, les femmes, la renommée. C'est alors qu'on lui détecte un cancer. Plus grave : ce cancer est en phase terminale et est inopérable. Les médecins affirment qu'il ne lui reste qu'un an à vivre. Harrison s'achète un vaste domaine, y fait construire une bibliothèque et achète tous les ouvrages publiés concernant le cancer. Il fait bâtir un bâtiment médical et achète tous les médicaments possibles et toutes les molécules connues. Puis il se lance dans la lecture de ses ouvrages. Il essaie la rémission spontanée : cela ne marche pas. Alors que le cancer gagne du terrain, il essaie une opération de la dernière chance. Il prépare un mélange médicamenteux lui permettant de « plonger » dans son propre corps. Son esprit vagabonde dans son corps. Il finit par croiser des corpuscules noirs, méchants et agressifs : les corpuscules du cancer. Ils ressemblent aux fameux motards des Hells Angels. L'esprit de Harrison se met à les combattre. Partout la situation est tendue mais il triomphe de toutes les batailles. Finalement, il découvre là où le cancer se développe depuis le début. Il s'agit d'un crabe monstrueux localisé dans son estomac. Il ressort victorieux de la bataille. Le lendemain, on le découvre vivant et inexplicablement guéri du cancer. Toutefois, Harrison n'est pas parvenu à sortir de son corps et à recouvrer son esprit normal. Bloqué intérieurement dans son corps, il est considéré depuis l'extérieur comme étant « dans un état végétatif et catatonique ».
- Liens externes : 
  - « Fiche » sur le site NooSFere
  - (en) Sur iSFdb : liste des publications de la nouvelle

### Auto-da-fé
- Titre original : Auto-da-Fe.
- Auteur : Roger Zelazny.
- Situation dans le recueil (éd. J'ai lu) : p. 353 à 355 (introduction d'Harlan Ellison), p. 355 à 363 (nouvelle) et p. 363 (postface de l'auteur).
- Résumé : Le narrateur évoque un spectacle de corrida entre « Manolo Dos Muertos » et des voitures conscientes. Sur la Plaza de Autos, le Mechador lutte contre les Autos Sauvages…

### Ouais, et Gomorrhe…
- Titre original : Aye, and Gomorrah….
- Auteur : Samuel R. Delany.
- Situation dans le recueil (éd. J'ai lu) : p. 364 à 367 (introduction d'Harlan Ellison), p. 367 à 380 (nouvelle) et p. 381 (postface de l'auteur).
- Résumé : Des astronautes sont stérilisés avant la puberté pour éviter les effets des radiations spatiales sur les gamètes. En plus de les rendre stériles, la stérilisation empêche également la puberté de se produire et aboutit à des adultes androgynes dont le sexe à la naissance n'est pas clair pour les personnes qui les croisent…